# Zavratnica
Zavratnica je zaštićeni krajolik i predstavlja jednu od najljepših uvala na Hrvatskom Jadranu. Od 1981. godine pripada Parku prirode Velebit.
Nalazi se ca 15 minuta pješice udaljeno od Jablanca i 100 kilometera južno od Rijeke:
U idiličnom krajoliku Zavratnice nalazi se šetnica uz more na kojoj je izgrađen i tunel 1930. godine. Na samom početku uvale na dnu se nalaze lako vidljivi ostatci potopljenog broda iz Drugog svjetskog rata.
Iako se često navodi kao fjord, ovaj zaljev to nije jer nije nastao radom ledenjaka, već transgresijom (izdizanjem morske razine) i potapanjem ušća potoka nakon zadnjeg glacijala.

## Galerija
- Plaža

## Vanjske poveznice
- Daljne informacije